# Джон Картер (Эдгар Берроуз)
Джон Картер (англ. John Carter) — персонаж марсианского цикла Эдгара Райса Берроуза, повлиявший на жанр научной фантастики.

## Создание персонажа
Джон Картер выступает в качестве так называемого «попаданца» — человека, попавшего в прошлое, другой мир или другую планету. До создания Джона Картера были известны такие произведения как «Янки из Коннектикута при дворе короля Артура» Марка Твена, «Каникулы лейтенанта Гулливара Джонса» Эдвина Лестера Арнолда. Последний вышел ненамного ранее Джона Картера и, как считается, Берроуз позаимствовал многое именно из него, потому как схожесть героев, попавших на Марс и воюющих с местным населением, бросается в глаза. Берроуз показывает Картера «настоящим джентльменом», каким был он сам, многие исследователи его творчества склонны полагать, что образ Картера частично списан с него самого.

### Способности
Не секрет, что именно книги Бэрроуза стали основой для многих фантастических и приключенческих фильмов, включая те же «Звёздные войны». И, возможно, некоторые зрители, не знакомые с первоисточником, примут в штыки некоторую схожесть сюжета «Джона Картера» с уже известными им фильмами.
Но есть на Красной планете и обычные красные люди. У них тоже вот-вот начнется гражданская война, а под предлогом её предотвращения правитель плохих (Доминик Уэст) пытается коварно жениться на принцессе хороших (Линн Коллинз), которая, как толстовская Аэлита, влюбляется в белого мускулистого пришельца.
Джон Картер до попадания на Марс был солдатом Армии Конфедерации, довольно опытным стрелком и фехтовальщиком. Попав на Марс, Картер, благодаря иной гравитации планеты (в сравнении с земной), приобретает ряд способностей, сделавших его намного сильнее любого обитателя Барсума: он смог прыгать на огромные расстояния и обладал огромной силой.

## Авторские права
Авторские права на персонаж принадлежат компании Edgar Rice Burroughs, Inc., которые автор лично заложил ещё при жизни.

## Влияние
Романы о Джоне Картере повлияли на развитие жанра научной фантастики, заложив основы космооперы. Считается, что Алексей Толстой, создавая Аэлиту, вдохновлялся Марсианским циклом Берроуза. Его инженер Лось имеет ряд черт, роднящих с Джоном Картером. Также Картер является одним из прообразов Супермена, особенно в объяснении способностей ранних выпусков комиксов про него. Кроме того, Барсумский цикл оказал влияние на «Звёздные войны». Картер послужил прототипом для персонажа Роберта Говарда Исау Каирна, героя единственного научно-фантастического романа Говарда «Альмурик».

## В изобразительном искусстве
"Однажды мне в руки попала книга «Джон Картер — марсианин» Эдгара Райса Берроуза с иллюстрациями Фрэнка Фразетты. Его стиль рисования просто покорил меня; впрочем, самому мне захотелось работать в ином ключе, чтобы перенести на холст картины, существующие в моем воображении."
Джон Картер — персонаж, которому посвящены картины многих художников-фантастов, таких как Джеральд Бром,Фрэнк Фразетта, Майкл Уилан и многие другие.